# Pixueto
El pixueto o pixuatu es un dialecto del  asturiano (lengua romance), hablado exclusivamente en la villa de Cudillero (Asturias, España), que se encuadra en el subconjunto llamado "zona A" o de las tierras bajas del este dentro del grupo del asturiano occidental. De esta manera muestra las características propias de este grupo que son:
- Diptongos decrecientes /éi, óu/: veiga, cantéi, outru, cantóu, miou 'mi'.
- Plurales -as y -an: vacas, atoupas, cantan.
- Sufijo -oriu, -oria que enlaza con las hablas centrales del asturiano: Cobertoria, taladraoria, casoriu.
- <ll> para los derivados de <l-, -ll-, pl-, kl-, fl->: lluna, valle, llave, no siendo en interior de pallabra donde <y>: ayalga 'hallazgo'.
- <ñ> para <nn> : cabaña.
- <ch> viniente de <kt, ult>: trucha, cuchu, munchu.
- <y> viniente de <ly, k'l, t'l>: muyar, viayu. Particularidad de esta habla es que <-y-> puede desaparecer tras vocal palatal : abea 'abeja', ouvea 'oveja', ourea 'oreja'.

## Características propias del pixuatu
- Diptongo generalizado <ua> procedente de <ǒ> latina: nuachi, guasus 'huesos', nuasu 'nuestro', dispuás.
- Diptongo generalizado <ia> procedente de <ĕ> latina: ya 'y', Uviáu 'Oviedo', iscuyandu 'escogiendo', Yuntamiantu 'Ayuntamiento', él tián, bian 'bien'. El diptongo puede ser también analógico: xanti 'gente' < xente < gentis y etimológico muyaris 'mulieres'.
- Cierre general –o en –u que incluye la 1.ª p.s. del presente: you digu, you falu’, 3.ª p.s. del perfecto el faixu 'el hizo', veuti  'te veo' y gerundios: pensándulu.
- Cierre general –os en –us que incluye  la 1.ª p.s. del presente: nós veimus, nós tamus, y plurales de sustantivos llaus, 'lados', pronombres eillus, mious, y adjetivos contentus.
- Cierre general –e en –i que incluye formas verbales: duarmi 'duerme', Xuan mianti 'Juan miente', Eilla sianti, quedi él, permiti tu, reflexivos diguti you, fixándumi, sustantivos mualli, verdi, fonti, ponti, virxi 'virgen', conjunciones sobri y adjetivos valianti.
- Cierre general –es en –is que incluye formas verbales: tianis fiabri, puanis  enfoutu, nun piansis mal, ‘, sustantivos muyaris, verdis, conjunciones sobri y alxetivos valiantis.
- Palatalización del objeto directu llu, lla, llus, llas tras infinitivo: apritallu, ganallus 'ganarlos', nomalla 'nombrarla'.
- 3.ª p.p. del perfecto en –arun: partiarun, punxarun 'pusieron'.
- 3.ª p.s. del perfecto en –iasti: comiasti, viniasti 'viniste'.

Cada 29 de junio un extenso poema escrito en pixueto (Sermón de l'Amuravela), explicando lo acontecido a lo largo del año con tono de humor, es pregonado a San Pedro durante las fiestas patronales.
- Datos: Q20925314